# Lamar Walker
Lamar Walker (* 26. September 2000 oder 5. Dezember 1999 in Spanish Town) ist ein jamaikanischer Fußballspieler.

## Karriere

### Verein
Lamar Walker stand von 2017 bis 2020 beim jamaikanischen Verein Portmore United FC unter Vertrag. Der Verein aus Portmore spielte in der höchsten Liga des Landes, der National Premier League. 2018 und 2019 feierte er mit Portmore die jamaikanische Fußballmeisterschaft. Für Portmore absolvierte er 27 Erstligaspiele. Am 29. Januar 2021 wechselte er in die Vereinigten Staaten, wo er sich dem Miami FC anschloss. Das Franchise aus Miami, Florida, spielt in der zweiten Liga, der USL Championship.

### Nationalmannschaft
Lamar Walker spielt seit 2019 in der Nationalmannschaft von Jamaika. Sein Länderspieldebüt gab er am 13. Oktober 2019 in einem Spiel der CONCACAF Nations League B gegen Aruba. Hier wurde er in der 71. Minute für Alex Marshall eingewechselt.

## Erfolge
Portmore United FC
- National Premier League: 2017/18, 2018/19